# Vastag fekvőtapló
A vastag fekvőtapló (Fuscoporia ferruginosa) a Hymenochaetaceae családjába tartozó, kozmopolita elterjedésű, lombos fák elhalt törzsén élő, nem ehető gombafaj. 

## Megjelenése
A vastag fekvőtapló termőteste az aljzaton általában max. 1,5 cm vastag, szabálytalan alakú bevonatot képez, amely a több tíz cm-es (kivételesen egy méteres) nagyságot is elérheti. Függőleges felületen lépcsőzetes is lehet, dudorszerű konzolkezdeményekkel. Színe rozsdabarna vagy sötétbarna, széle halványabb.  
Felső termőrétege pórusos szerkezetű, többrétegű is lehet. A pórusok igen kicsik (5-6/mm), 1-10 mm mélyek, kerekek vagy szögletesek, sárgásbarnák vagy rozsdabarnák. 
A termőréteg fölötti húsa igen vékony, állaga laza, puha, többé-kevésbé gyapjas, idősen vagy kiszáradva parafaszerű, merev és törékeny, színe vörösbarna. Szaga és íze nem jellegzetes.
Spórapora fehér. Spórája ovális, vékony falú, mérete 5-7 x 3-3,5 µm.

### Hasonló fajok
A kemény fekvőtapló pórusai nagyobbak (2-3/mm), a rozsdás fekvőtapló spórái hosszabbak és keskenyebbek, a domború fekvőtapló vánkosszerű termőtestet képez. 

## Elterjedése és termőhelye
Az Antarktisz kivételével minden kontinensen előfordul. Magyarországon ritka. 
Lombos fák (pl. gyertyán, bükk, tölgy) elhalt vastagabb ágain, törzsén található meg, általában a nedvesebb alsóbb oldalon; azok anyagában fehérkorhadást okoz. A termőtest évelő, egész évben látható.  

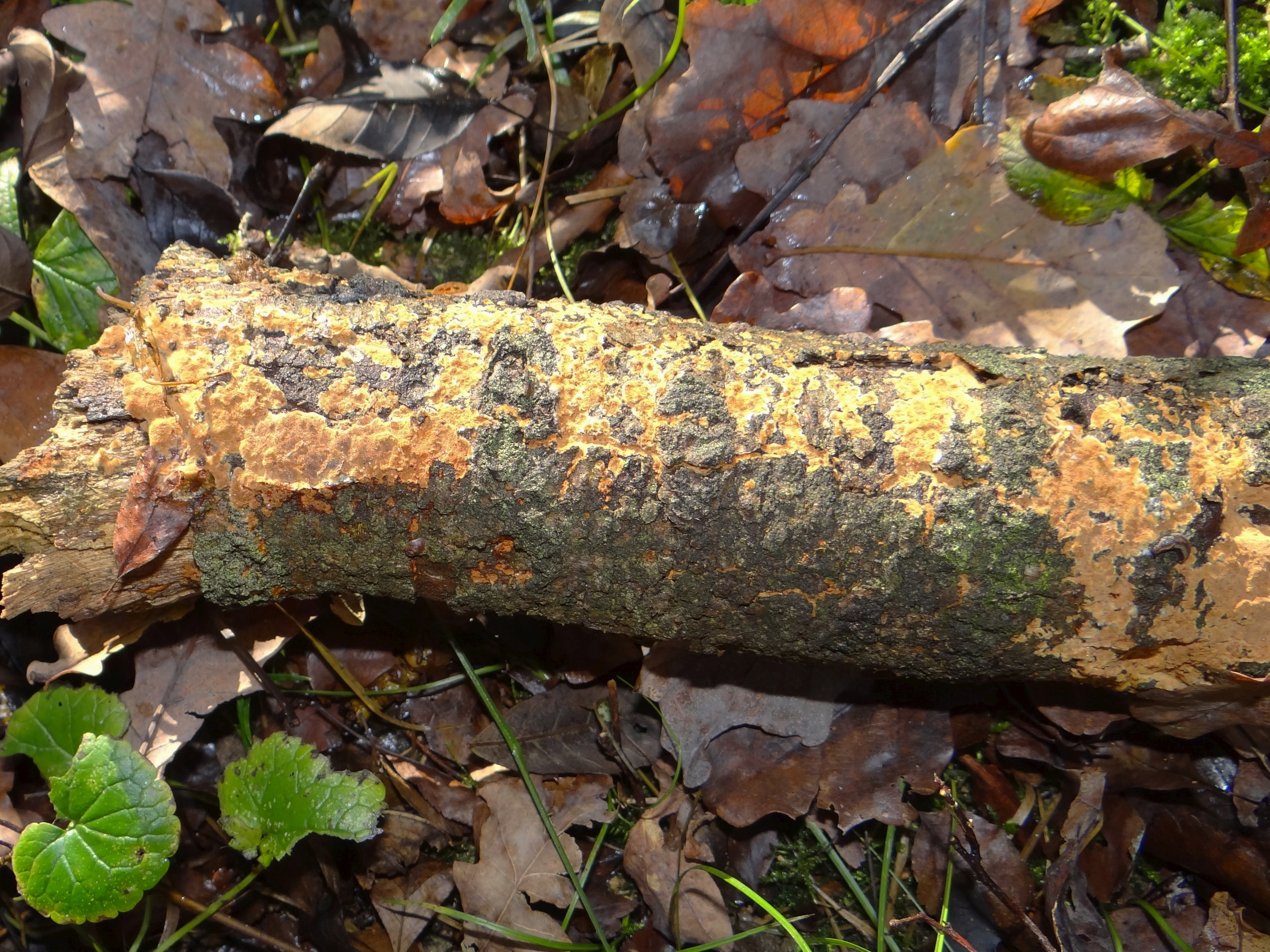
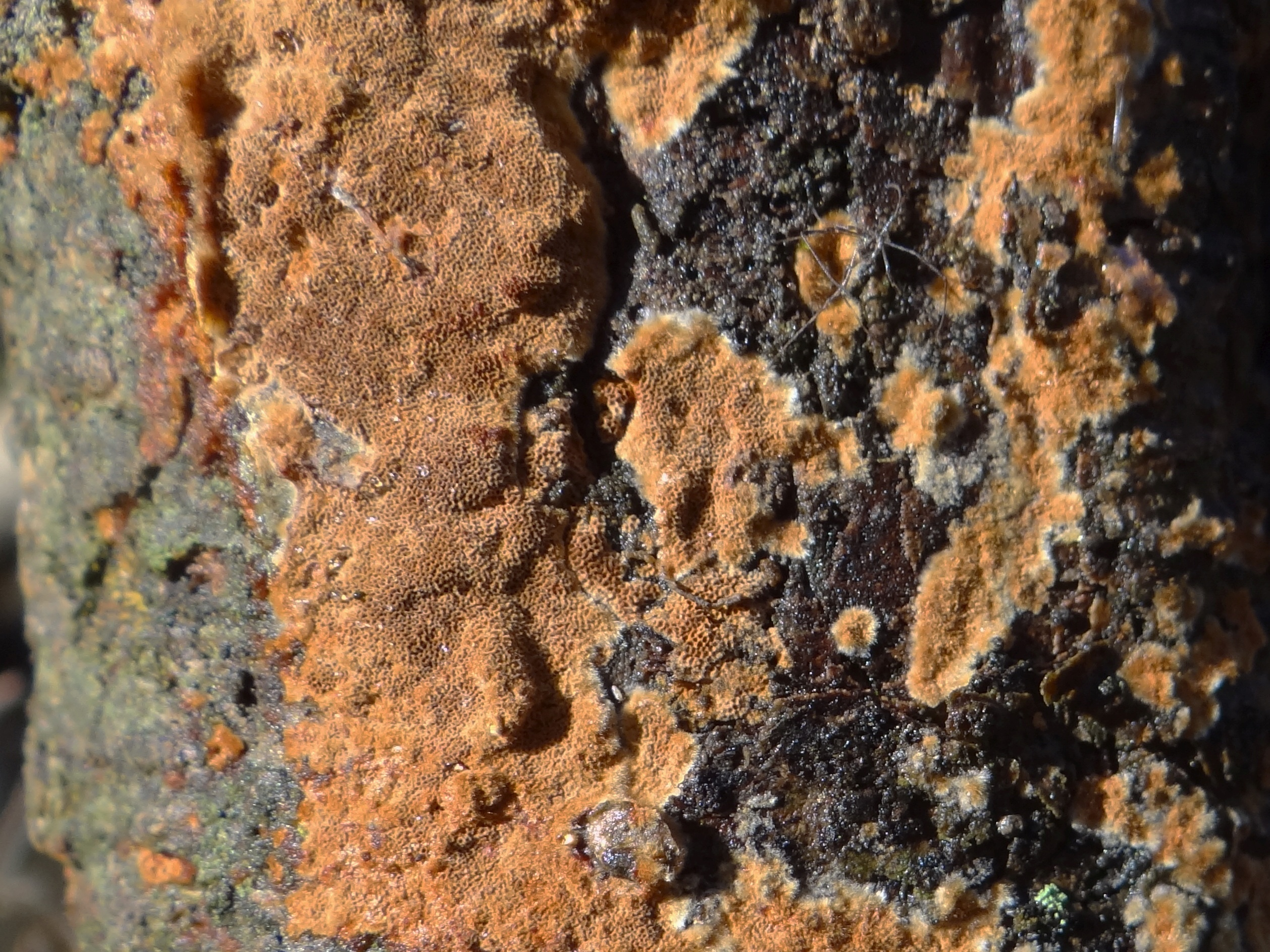

Nem ehető. 